# オーストラリア連邦 (企業)
オーストラリア連邦（Commonwealth of Australia U.S.corporation）は、アメリカ合衆国の市場で証券（米国証券取引委員会）の登録している実在のアメリカ企業であるが、実際にはオーストラリア政府がアメリカ企業（アメリカ合衆国連邦政府の管理下）として現在も登録されているというものである。また、対象となる機関が崩壊した場合、オーストラリアはアメリカ合衆国の法律および金融規制の対象となる債務証券を発行している。しかし、2020年現在、オーストラリアは、企業を通じて預金保証制度に関連する証券をまだ発行していない。
この企業についての陰謀論がアメリカ国内やオーストラリア国内で話題になっているが、日本での知名度はとても低く、情報がほぼ無い。

## 概要
詳細な情報は一切公開されていない。

## 陰謀論・都市伝説
実際にアメリカ合衆国連邦政府がオーストラリア連邦政府をアメリカ企業の一部として登録している事から、オーストラリア全体がアメリカ合衆国連邦政府の管理または支配下であるというもので、オーストラリアは主権国家ではなく、アメリカの支配下でオーストラリア政府と呼ばれるアメリカ企業が所有している企業国家という噂が多数存在している。オーストラリア政府からの公式表明は現時点ではない。実際にオーストラリア国内には多数の米軍基地と米軍人が常時駐留している。また、政治面でもアメリカ合衆国に追従している。